# Ambivere
Ambìvere [amˈbiːveɾe] (Ambìer [amˈbiɛɾ] o ’Mbìer [ˈmbiɛɾ] in dialetto bergamasco) è un comune italiano di 2 328 abitanti della provincia di Bergamo in Lombardia. Posto tra l'imbocco della Valle San Martino ed i margini nord-orientali della zona denominata Isola bergamasca, il comune si trova a circa 10 chilometri a ovest del capoluogo orobico.

## Geografia fisica
Questo paese è un centro industriale della collina bergamasca situato allo sbocco della Valle San Martino, nell'ampia pianura solcata dal Brembo (le frazioni di Cerchiera, Somasca e Genestaro sono a nord ovest, al centro della valle).
L'abitato - che si trova a 261 m s.l.m. - sorge sulla sponda destra del torrente Dordo, alle pendici orientali del Monte Canto che misura un'altezza massima di 710 metri, anche se il territorio comunale si spinge solo fino a 540 metri circa.
La frazione di Baracche occupa la parte sudorientale del comune, mentre Cerchiera è all'estremo nordoccidentale, rispettivamente esse sono divise con i comuni di Mapello e Pontida. Somasca e Genestaro si trovano invece a sud di Cerchiera, costituendo di fatto, con essa, un unico centro urbano. La frazione Teggia è invece una cascina situata nella parte settentrionale del territorio comunale, in posizione più isolata.
Il comune presenta un clima temperato umido a carattere continentale, tipico della Pianura Padana, parzialmente mitigato dalla posizione pedemontana che permette una maggiore ventilazione ed una leggera riduzione dell'escursione termica, anche se con effetti poco evidenti sull'inquinamento atmosferico per via della bassa quota. Le precipitazioni si concentrano nelle stagioni intermedie, con Novembre e Maggio quali mesi più piovosi. L'inverno è la stagione generalmente più secca, mentre in estate sono possibili temporali ed instabilità per la vicinanza alle Prealpi. Le precipitazioni medie sono stimabili attorno a 1200 - 1300 mm annui.
Fino ai primi anni 2010 il paese aveva una nevosità di circa 30 cm annui, ma a causa del riscaldamento globale le nevicate sono diventate sporadiche al piano, mentre la nebbia è poco frequente a causa delle brezze notturne provenienti dalle valli prealpine.

## Storia
Recenti ritrovamenti testimoniano la presenza di primordiali insediamenti umani già dall'epoca preistorica, anche se i primi nuclei abitativi furono opera dei Galli, presenti con tribù sparse sul territorio già nel III secolo a.C. A questa popolazione si deve l'origine del toponimo, che prenderebbe appunto il nome da alcune tribù dette Ambivareti che, provenienti dalla Loira francese, si stanziarono in queste zone.
Tuttavia la prima vera opera di urbanizzazione fu opera dei Romani, i quali sfruttarono la posizione strategica del paese, posto nei pressi di un'importante strada militare che collegava Bergamo a Como, parte terminale di quella che univa il Friuli con le regioni retiche.
Il territorio era inserito in un'area militarmente turbolenta ed allo stesso tempo di vitale importanza per Roma in quanto crocevia militare e commerciale verso l'Europa.
Roma vi istituì diversi presidi militari la cui presenza è testimoniata non solo dal permanere in alcune località vicine del toponimo castra ma anche dal ritrovamento di molti reperti archeologici, diffusi fra l'altro anche in altre zone della bergamasca provando così la funzione strategica di questo territorio.
La presenza militare romana inevitabilmente indusse attorno a sé l'aggregazione di comunità indigene e allogene.
Successivamente fu soggetto alla dominazione dei Longobardi, i quali inserirono la zona nel ducato di Bergamo. Spesso il borgo veniva identificato con il nome di Lemine, toponimo indicante una zona delimitata ad oriente dalla sponda occidentale del Brembo, a settentrione dall'attuale Val Taleggio ad occidente da una linea arretrata della sponda orientale dell'Adda e a meridione dal territorio di Brembate.
I primi documenti scritti che attestano l'esistenza di Ambivere risalgono invece all'anno 923, in piena epoca medievale. I secoli di questo periodo furono abbastanza problematici per il borgo, che si trovò al centro di numerose dispute tra guelfi e ghibellini.
A tal riguardo venne fatto erigere un impianto difensivo comprendente un castello e numerosi torri. Dopo numerose battaglie il potere finì ai Visconti di Milano che decisero l'abbattimento del castello e la distruzione di ogni costruzione adibita a funzioni belliche.
Tuttavia perché nel paese ritorni la tranquillità bisogna aspettare l'arrivo della Repubblica di Venezia che, nel corso del XV secolo, pose fine alle ostilità. Da allora gli eventi hanno interessato solo marginalmente il comune di Ambivere, che ha visto susseguirsi la dominazione francese prima, quella austriaca poi, per essere infine incluso nel Regno d'Italia nel 1859.
Durante la seconda guerra mondiale, nel periodo dell'occupazione tedesca e della Repubblica Sociale Italiana, il 1 dicembre 1943, sono arrestati dai carabinieri a Ambivere i 7 componenti della famiglia Levi, una famiglia benestante di ebrei che risiedeva da tempo in paese dove gestiva la locale farmacia. Si tratta del nucleo più consistente di ebrei arrestati nella provincia di Bergamo. Di tutti i loro beni, mobili ed immobili, si impossessa prontamente il Fascio locale.

### Simboli
Il comune ha come propri simboli lo stemma e il gonfalone adottati con delibera del consiglio comunale del 23 marzo 1969 e concessi con D.P.R. del 12 giugno dello stesso anno.
Stemma
Lo stemma riprende un antico emblema di Ambivere ritrovato negli stemmari di Michele Pagano del 1626 e del Camozzi del 1888.
(D.P.R. del 12 giugno 1969)
Torre e muraglia ricordano l'antico maniero eretto durante le lotte tra guelfi e ghibellini e abbattuto quando il borgo passò sotto il controllo dei Visconti di Milano. L'aquila di nero è simbolo di adesione alla fazione dell'imperatore.
Gonfalone
(D.P.R. del 12 giugno 1969)

## Monumenti e luoghi d'interesse

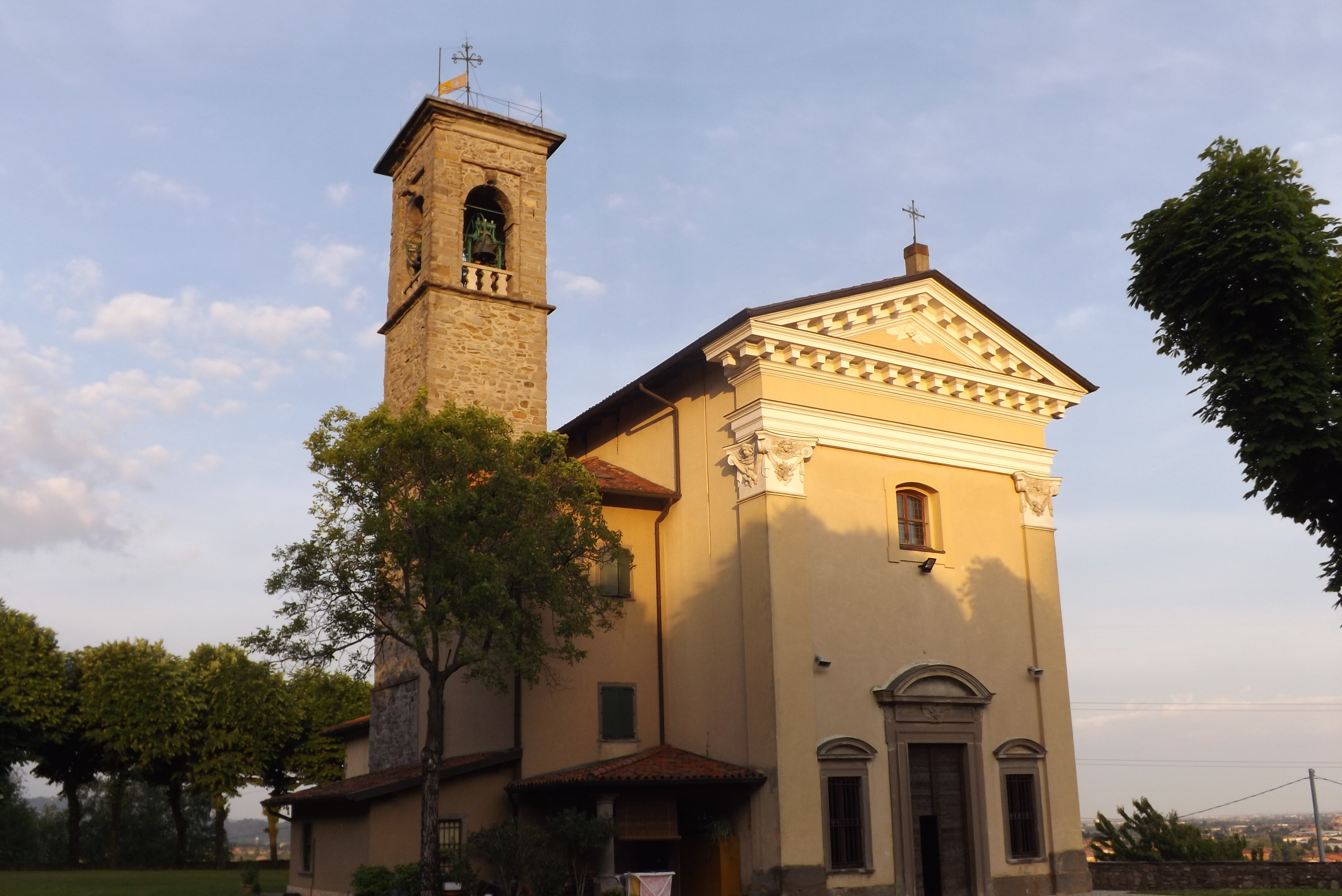
Santuario della B. V. del Castello

Un'opera degna di nota è senza dubbio il Santuario della Madonna del Castello. Edificato dagli abitanti per celebrare un miracolo, fu eretto nel luogo in cui era presente un castello medievale, poi distrutto. Situato a nord-est del centro abitato, presenta un'imponente scalinata di oltre 500 gradini.
L'11 febbraio 1992 è stato recuperato nel paese un quadro del Settecento, di anonimo, che ritraeva san Tommaso, trafugato nel 1983 dal suddetto santuario. In quell'occasione vennero rubati anche un calice cesellato dello stesso periodo ed altri piccoli quadri di forma ovale con sopra alcune immagini degli Apostoli.
È inoltre presente la chiesa parrocchiale, dedicata a San Zenone. Edificata nel corso del XX secolo in luogo di un altro edificio sacro, custodisce opere di buon pregio.
Sono inoltre presenti nel centro abitato alcuni resti di fortificazioni medievali. Il più caratteristico è rappresentato dalla Torre degli Alborghetti, esempio di struttura difensiva tuttora in buono stato di conservazione.
Il territorio comunale offre inoltre la possibilità di praticare mountain bike e scampagnate all'aria aperta, grazie ad itinerari condivisi con i paesi limitrofi, che conducono sul monte Canto.

## Viabilità e trasporti
Il comune di Ambivere è attraversato dalla SS 342, nota come "Briantea" che collega la città di Bergamo con Lecco. È servito dalla stazione ferroviaria di Ambivere-Mapello, sulla linea Lecco-Brescia, oltre che da alcuni autobus per Bergamo ed altri centri nelle vicinanze.

## Società

### Evoluzione demografica
Abitanti censiti

## Amministrazione
| Periodo        | Periodo        | Primo cittadino  | Partito      | Carica      | Note |
| -------------- | -------------- | ---------------- | ------------ | ----------- | ---- |
| 14 giugno 1999 | 7 giugno 2009  | Alma Ravasio     | Lega Nord    | Sindaco     |      |
| 8 giugno 2009  | 22 agosto 2023 | Silvano Donadoni | lista civica | Sindaco     |      |
| 23 agosto 2023 | 9 giugno 2024  | Marisa Amabile   | -            | Comm. pref. |      |
| 10 giugno 2024 | in carica      | Vittorio Leoni   | lista civica | Sindaco     |      |